# Dirección General del Catastro
La Dirección General del Catastro (DGC) de España, comúnmente conocida como «el Catastro», es el órgano directivo del Ministerio de Hacienda, adscrito a la Secretaría de Estado de Hacienda, encargado de la planificación, dirección, coordinación, control y, en su caso, ejecución del catastro, un registro administrativo que contiene la descripción de los bienes inmuebles rústicos, urbanos y de características especiales, cuya inscripción en el mismo es obligatoria y gratuita, características que lo diferencian del Registro de la Propiedad.
En concreto, el director general asume directamente la coordinación de actuaciones del Catastro inmobiliario en el ámbito rural, así como su vinculación con el desarrollo sostenible del territorio rural y la protección del medio ambiente; la iniciativa para la elaboración y propuesta de aprobación de disposiciones relacionadas con los procedimientos y sistemas de valoración fiscal inmobiliaria y del resto de competencias atribuidas a la Dirección General del Catastro a las que se refiere el texto refundido de la Ley del Catastro Inmobiliario; las relaciones institucionales con otros órganos u organismos de la Administración General del Estado, así como con las comunidades autónomas, corporaciones locales, organismos internacionales, terceros países y cualquier otra institución pública o privada; y las relaciones con las Gerencias del Catastro, la coordinación de sus actuaciones y la fijación y seguimiento de sus objetivos.
El director general del Catastro es, desde el 30 de diciembre de 2016, Fernando de Aragón Amunárriz.

## Historia
La historia catastral en España cobra importancia a partir del siglo XVIII, destacando el Catastro de Ensenada. Durante gran parte del siglo XIX el principal organismo encargado del catastro fue la Dirección General del Instituto Geográfico y Catastral. En 1964 se implanta el Catastro Urbano y desde 1978 se traspasaron a las Administraciones Locales la recaudación de las contribuciones territoriales.
A partir del año 1980 la gestión recayó en la figura de los Consorcios para la Gestión e Inspección de las Contribuciones Territoriales, organismos autónomos de la Administración General del Estado, integrados tanto por ésta como por las diferentes Administraciones Locales, que tenían como objeto realizar aquellos trabajos técnicos de formación, conservación y revisión de los catastros rústicos y urbano, la gestión e inspección de las Contribuciones Territoriales Rústica y Pecuaria y Urbana y la colaboración en la realización de las valoraciones inmobiliarias a efectos tributarios locales.
Cuatro años después, la Ley de Presupuestos Generales del Estado para 1985 suprimió los 65 consorcios entonces constituidos, transfiriendo sus funciones a un nuevo organismo autónomo centralizado, el Centro de Gestión y Cooperación Tributaria (CGCT), punto de partida de la Dirección General del Catastro. Este centro pasó a denominarse en 1987 Centro de Gestión Catastral y Cooperación Tributaria (CGCCT). La Ley Reguladora de las Haciendas Locales de 1988 atribuyó en exclusiva al CGCCT las competencias en materia de formación, conservación, renovación, revisión y demás funciones inherentes a los Catastros Inmobiliarios y a los Entes Locales la gestión, liquidación, inspección y recaudación del Impuesto sobre Bienes Inmuebles.
Posteriormente, la necesidad de reducir el déficit público llevó en 1993 a reducir o transformar los órganos y organismos públicos 1993 de la Administración, transformándose el CGCCT en una Dirección General, que contaba con una secretaría general y las subdirecciones generales de Catastros Inmobiliarios Rústicos, de Catastros Inmobiliarios Urbanos, y de Estudios y Sistemas de Información.
Tres años más tarde, en 1996, adquirió la denominación de «Dirección General del Catastro» y fusionó las subdirecciones generales sobre catastros inmobiliarios. En 2004 amplió sus competencias con motivo de la aprobación de la Ley del Catastro Inmobiliario y se estructuró mediante una secretaría general y las subdirecciones generales de Valoración e Inspección, de Estudios y Sistemas de Información, y de Procedimientos y Atención al Ciudadano, estructura que se mantuvo hasta el año 2020, cuando se suprimieron las dos últimas y se reemplazaron por las subdirecciones de Gestión Catastral, Colaboración y Atención al Ciudadano y de Tecnología y Despliegue Digital.

## Estructura y funciones
El resto de funciones que no ejerce directamente la dirección general, son ejercidas a través de sus Servicios Centrales y Territoriales:

### Servicios Centrales
- La Subdirección General de Valoración e Inspección, a la que le corresponde la valoración catastral y la valoración de referencia, incluyendo la coordinación de valores, la aprobación de las ponencias de valores, los procedimientos de valoración colectiva, la renovación del catastro rústico, la elaboración de mapas de valores y la gestión del observatorio catastral del mercado inmobiliario; la elaboración y gestión de la cartografía catastral y, en particular, su aportación a la planificación y ejecución de las agendas urbanas y al Plan Cartográfico Nacional; y la inspección y la regularización catastral. Asimismo se encarga, ámbito de los procedimientos de su competencia, de la tramitación de los procedimientos para el ejercicio de la potestad sancionadora.
- La Subdirección General de Gestión Catastral, Colaboración y Atención al Ciudadano, a la que le corresponde la tramitación de los procedimientos de declaración, comunicación, solicitud y subsanación de discrepancias, así como la normalización y simplificación de documentos, trámites y procedimientos; la colaboración y el intercambio de información con otras Administraciones, instituciones y fedatarios públicos, así como la coordinación con el Registro de la Propiedad; los servicios de información y asistencia a los ciudadanos, sean de atención presencial, o de acceso telefónico o telemático, así como las relaciones con el Consejo para la Defensa del Contribuyente; y los procedimientos de difusión y acceso a la información catastral, sin perjuicio de las funciones que corresponden a la Secretaría General Técnica en relación con la información económico-financiera que corresponde proveer al Departamento. Asimismo se encarga, ámbito de los procedimientos de su competencia, de la tramitación de los procedimientos para el ejercicio de la potestad sancionadora, y la realización de estudios y la publicación de información relevante en materia de Catastro inmobiliario y de actividad de la Dirección General del Catastro y la resolución de las solicitudes de acceso a la información en materia de transparencia. Por último, también es competente para acordar el inicio y la tramitación de los procedimientos previstos relativos a la resolución de los recursos y procedimientos de revisión competencia de la DGC, así como la revocación de los actos dictados por las Gerencias del Catastro, y para la tramitación y seguimiento del cumplimiento de los convenios para la formación, mantenimiento y difusión de la actividad catastral.
- La Subdirección General de Tecnología y Despliegue Digital, a la que le corresponde el diseño, implementación, explotación y mantenimiento de los sistemas y medios electrónicos, informáticos y telemáticos precisos para el desarrollo de las funciones catastrales; la gestión de la Sede Electrónica del Catastro, del acceso a los servicios catastrales de administración digital del archivo de los documentos electrónicos y del pleno despliegue de la actividad catastral mediante herramientas digitales; y la elaboración y el análisis de la información estadística contenida en las bases de datos catastrales y la relativa a la tributación de los bienes inmuebles.
- La Secretaría General, a la que le corresponde el registro de los documentos y la custodia y mantenimiento de los archivos catastrales; de la gestión de las tasas por la prestación de servicios catastrales; de la gestión de los servicios generales de régimen interior, de los recursos materiales, así como del presupuesto del órgano directivo y, en particular, la tramitación de las propuestas de adquisición de bienes y servicios de su competencia; del desarrollo de las actividades de mejora continua de la calidad del servicio; y de la gestión de los recursos humanos y de la formación específica del personal del órgano directivo.

### Servicios Territoriales
Además de los Servicios Centrales, la DGC posee Servicios Territoriales constituidos por las Gerencias Regionales y Territoriales. Además existen cerca de 3900 puntos de información catastral (PIC), oficinas autorizadas por la Dirección General del Catastro en distintas Organizaciones Públicas e Instituciones, fundamentalmente en Ayuntamientos y Diputaciones distribuidos a lo largo de todo el territorio, donde los ciudadanos pueden acceder a la información catastral y obtener certificado acreditativo de la misma.

### Organismos adscritos
- El Consejo Superior de la Propiedad Inmobiliaria.
- La Comisión Superior de Coordinación Inmobiliaria.
- La Comisión Técnica de Cooperación Catastral.